# جناکلیس
جناکلیس (انگلیسی: Gianaclis) از مناطق حومه شهری اسکندریه در مصر است.

## افراد برجسته
- ملکه فریده